# Fahrenheit (banda taiwanesa)
Fahrenheit (Chino: 飛輪海, pinyin: Fēilúnhǎi) es una banda de chicos taiwanesa que ha estado activo en Asia desde 2005. El debut del grupo con cuatro miembros: Jiro Wang, Calvin Chen, Aaron Yan y Chun Wu. Son gestionados por Comic International Productions (可 米 国际 影视 事业 股份有限公司). La música del grupo se distribuye por HIM International Music en Taiwán, por WOW Music en Hong Kong y por Pony Canyon en Japón. Fahrenheit a menudo se asocian con sus mayores, S.H.E, que también están bajo HIM International Music.
HIM anunció en un comunicado oficial el 22 de junio de 2011 que Wu ha abandonado el grupo y continuará como un trío con Jiro Wang, Calvin Chen, Aaron Yan. Aun así, Wu ha afirmado en su blog oficial que considera Fahrenheit en una parte importante de su vida y sólo decidió dejar para que tenga más tiempo con su familia, y que él hará todo lo que pudo para poder trabajar con Fahrenheit otros tres miembros en el futuro. Fahrenheit de otros tres miembros Jiro, Calvin y Aaron también han declarado en múltiples ocasiones que se siguen considerando Wu Chun parte de Fahrenheit.

## Fondo
Primero Fahrenheit ganó el reconocimiento menor en torno a finales de 2005 cuando por primera vez actuaron en conjunto en la serie, KO One, fue transmitido en la televisión en Taiwán. Wu Chun se unió al grupo más tarde a finales de 2005. El 28 de diciembre de 2005, Fahrenheit se convirtió oficialmente en una banda de cuarteto vocal niño.
Derivado de la definición de Fahrenheit, cada uno de los cuatro miembros representa una estación o temperatura que se corresponde con sus diferentes personalidades. Calvin Chen representa la primavera, cálida, Jiro Wang representa el verano, caliente, Wu Chun representa el otoño, fresco, y por último, Aaron Yan representa el invierno, frío. Cada uno de los cuatro miembros también tiene su respectiva temperatura representada en la escala Fahrenheit: Calvin Chen está en 77 grados, Jiro Wang está a 95 grados, Wu Chun es a los 59 grados, y Aaron Yan está a 41 grados. Cada uno de sus temperaturas están separadas por 18 grados.

## Miembros

### Corriente
- Jiro Wang

En el año 2000, Jiro Wang comenzó a trabajar después de graduarse de Fu-Shin Taiwán colegio de la comunidad, e hizo trabajos a tiempo parcial siempre que podía, como modelos comerciales. BMG, el sello que lo firmaron, planeaba empaquetar con Jay Chou y Jordan Chan para formar una banda de chicos llamada 3J, sino por 9/11, las existencias de BMG se estrelló y el plan 3J fue desechado. Más tarde se enroló en el ejército durante 2 años, y volvimos a 2003. Desde que era todavía popular en todo Taiwán, le dieron dos papeles como estrella invitada en Monte de Piedad N º 8 (8 第号当铺) y I Love My Wife (安室爱美惠). Entonces Productions Comic acercó a él, y le dio el papel de apoyo de Ah Jin (金元丰) en "It Started with a Kiss". Jiro fue la primera persona a contratar. Calvin, Aaron, y más tarde Wu Zun se le unió y formó Fahrenheit.
- Aaron Yan

Aaron Yan nació en Taiwán, pero se mudó a Connecticut a una edad temprana. Más tarde regresó a Taiwán para la escuela secundaria y la universidad. Asistió a la Universidad de Cultura China, especializándose en Periodismo, pero más tarde cambió universidades y carreras en su tercer año. Actualmente se encuentra en un paréntesis de estudio debido a compromisos de trabajo. Alrededor de principios de 2005, los productores de Comic había estado buscando blogueros de élite en la web. Descubrieron Yan, quien, en ese momento, estaba en línea muy populares, y así lo recomendó para una audición para un papel en un drama. Yan pensaba que era un fraude al principio, pero después de varias pruebas, se dio cuenta de que era verdad. Se le dio un pequeño papel en I Love My Wife (安室爱美惠).
- Calvin Chen

Después de Calvin Chen se graduó de una de las mejores escuelas secundarias en Taiwán, él perseguirá sus estudios universitarios en Canadá, donde completó su maestría en Economía en la Universidad de Victoria. Él participó en un concurso desfile, llamado Sunshine Boyz en Vancouver y ganó el primer lugar con un billete gratis a Taiwán y un contrato con una compañía de música. Calvin Chen viene de una familia muy tradicional, donde su padre, al principio, desaprobó su carrera como un ídolo. Se rumorea que Calvin Chen iba a estar en la "Guess Guess" en 2001, ya que de conseguir el primer lugar en un concurso de canto, sin embargo, tuvo que volver a Canadá y, por tanto, no asistió a la feria. Después de regresar a Taiwán, Calvin Chen proseguirse su educación en una universidad taiwanesa.

### Ex
- Wu Chun

Wu Chun nació en Brunéi y es de ascendencia china (cuyos ancestros originalmente descendientes de la provincia de Fujian de China). Se graduó en la Universidad RMIT en Melbourne, Australia, con una licenciatura en Administración de Empresas. Antes de unirse a Fahrenheit, Wu trabajó como modelo para Yilin en Taiwán y Modelos Diva en Singapur. Fue presentado a la industria del entretenimiento durante un viaje a Taiwán en torno a mediados de noviembre de 2005. Un productor de televisión lo descubrió durante este viaje, y le recomendó a desempeñar el papel principal masculino de Tokyo Juliet, que Wu aceptado.
A junio de 2011, Wu oficialmente dejó el grupo para concentrarse en su carrera como actor y pasar más tiempo con su familia. Él no va a hacer un álbum con sus compañeros de banda a causa de sus dos películas en Hong Kong. Wu Chun llegó a la conclusión de que hará futuros álbumes con ellos.

## Discografía

### Álbumes
- 2006 (15 de septiembre)

Fahrenheit (飛輪海 首張同名專輯)
- 2008 (4 de enero)

Two-sided Fahrenheit
- 2009 (2 de enero)

Love You More and More
- 2010 (17 de septiembre)

Super Hot

### Banda sonora
- 2005

KO One
- 2006

Tokyo Juliet
Hanakimi
- 2007

The X-Family
- 2008

Romantic Princess (Duo con S.H.E)
Rolling Love
- 2009

The Clue Collectors
MoMo Love
ToGetHer
- 2010

Love buffet

## Reconocimientos
- Mejor Grupo Nuevo - Chinese Music Awards 2007
- Mejor Banda Sonora del Año (Shao Nian Hua Yang Shao Nu) - KKBOX Music Awards 2007
- Mejor Canción con 超 喜欢 你 / Chao Xi Huan Ni / I realmente, realmente te gusta - TVB8 Awards 2007